# Drie Eilandenplan
Der Drei-Inseln-Plan (niederländisch: Drie Eilandenplan) war das Vorhaben, die drei niederländischen Inseln Walcheren, Noord-Beveland und Zuid-Beveland durch die Anlage zweier Dämme miteinander zu verbinden. Rijkswaterstaat hatte diesen Plan bereits vor der Flutkatastrophe von 1953 entwickelt, zu einer Ausführung war es indes noch nicht gekommen.
Vor der Katastrophe von 1953 stand Gewinnung von neuem Land im Vordergrund der niederländischen Politik, nach der Flutkatastrophe stand die Sicherheit der Menschen im Mittelpunkt der Planungen. Weiterhin wurde es nun wichtig, die Verkehrsverbindungen zwischen den Inseln zu verbessern, und letztlich sollten mit dem Bau dieser beiden Dämme Erfahrungen für folgende größere Bauvorhaben im Rahmen des Delta-Plans gesammelt werden.
Im Jahr 1957 wurde zunächst der Zandkreekdam gebaut, der Noord-Beveland mit Zuid-Beveland verband. Die Bauzeit betrug drei Jahre; 1960 wurde der Deich eingeweiht. 1958 folgte der Veerse Gatdam zwischen Noord-Beveland und Walcheren, der 1961 fertiggestellt wurde.
Zusammen trennten die Dämme das Veerse Meer von der Oosterschelde und der Nordsee.